# 王騰 (西夷中郎将)
王 騰（おう とう、? - 325年）は、五胡十六国時代の後趙および前趙の軍人。出身は不明。『晋書』では王勝と記されている。初め後趙に仕えたが、前趙に寝返った。後趙の石虎に攻撃され、敗れた。

## 生涯
後趙に仕え、西夷中郎将に任じられていた。
325年4月、并州刺史崔琨、上党内史王慎を攻撃して殺害、并州を占拠して前趙に降伏した。
325年6月、并州で後趙の車騎将軍石虎に攻められた。王騰は敗れ、捕らわれて殺害された。王騰の士卒7千余は生き埋めとされた。